# Biografielijst Mw

## Mwa
- Godfrey Mwampembwa (1969), Tanzaniaans cartoonist
- Levy Mwanawasa (1948-2008), derde president van Zambia (2002-2008)
- Boniface Mwangi (1983), Keniaans fotojournalist en vredesactivist
- Benjani Mwaruwari (1978), Zimbabwaans voetballer

## Mwi

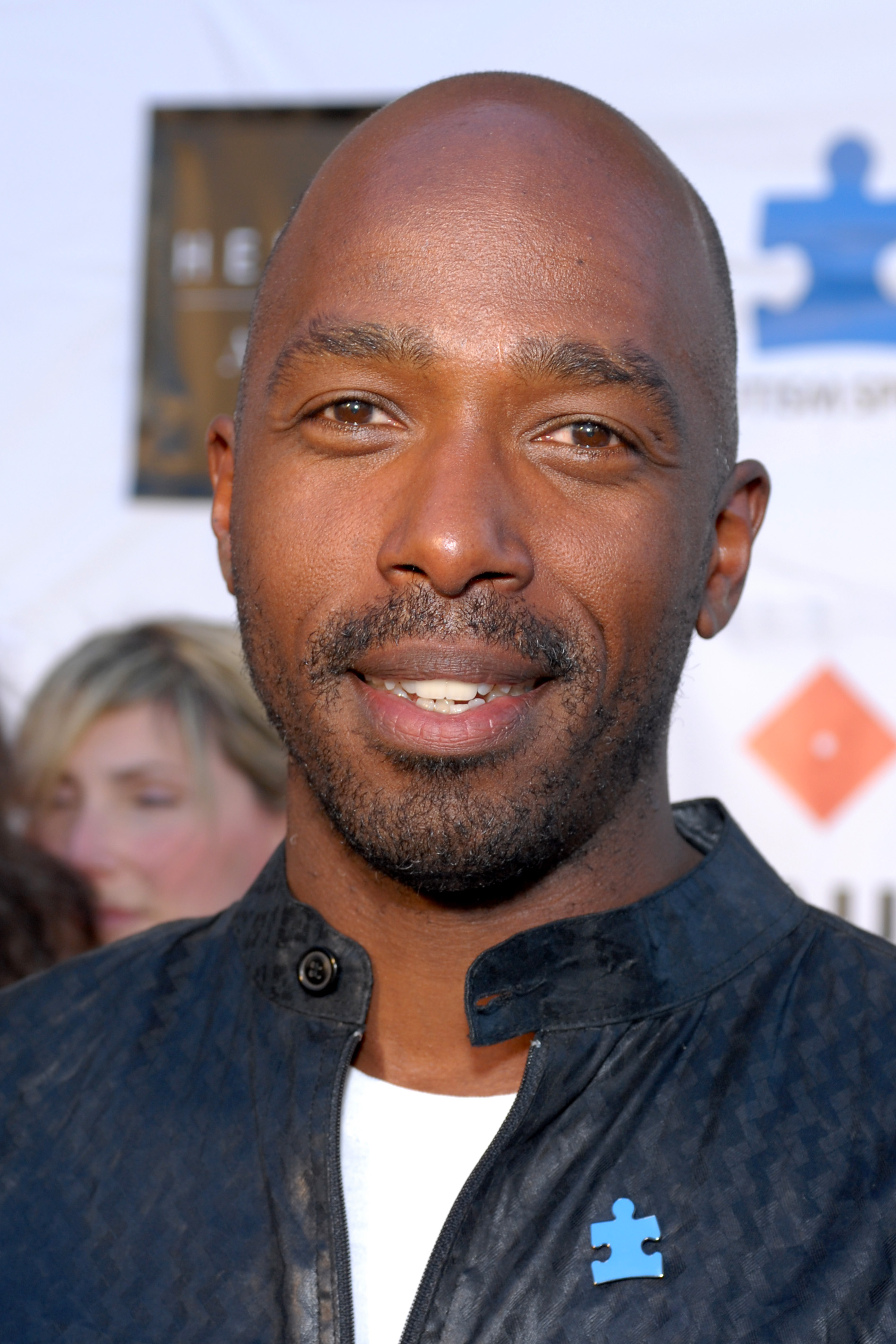
Ntare Mwine, 2009

- Ntare Mwine (1967), Amerikaans acteur, filmproducent, filmregisseur, scenarioschrijver en fotograaf
- Ali Hassan Mwinyi (1925-2024), Tanzaniaans politicus, president (1985-1995)
- Hussein Mwinyi (1966), Tanzaniaans politicus, president sinds 2020